# 草月駅
草月駅（チョウォルえき）は、大韓民国京畿道広州市にある韓国鉄道公社（KORAIL）首都圏電鉄京江線の駅である。

## 歴史
- 2016年
  - 4月29日 - 京江線距離告示（施行は9月の開業時）[1]。
  - 9月13日 - 秋夕に合わせ6日間無料運行（日中1時間間隔）[2]。
  - 9月24日 - 開業。
  - 9月26日 - 板橋起点18.3kmから18.8kmに変更。

## 駅構造
- 相対式ホーム2面2線の地下駅。フルスクリーンタイプのホームドアが設置されている。

### のりば
| 地階                           | 出入口                                   | 出入口、コンコース、改札口、自動券売機、トイレ |
| 地下1階                        |                                          |                                                |
|                                |                                          |                                                |
| 相対式ホーム、右側のドアが開く |                                          |                                                |
| 下り線                         | →首都圏電鉄京江線 驪州（昆池岩駅）→      |                                                |
| 上り線                         | ←首都圏電鉄京江線 板橋方面（京畿広州駅） |                                                |
| 相対式ホーム、右側のドアが開く |                                          |                                                |

## 利用状況
近年の一日平均利用人員推移は下記のとおり。
2016年は開業日の9月24日から12月31日までの99日間の平均である。
| 路線   | 路線     | 2010年 | 2011年 | 2012年 | 2013年 | 2014年 | 2015年 | 2016年 | 2017年 | 2018年 | 2019年 | 出典  |
| ------ | -------- | ------ | ------ | ------ | ------ | ------ | ------ | ------ | ------ | ------ | ------ | ----- |
| 京江線 | 乗車人員 | 未開業 | 未開業 | 未開業 | 未開業 | 未開業 | 未開業 | 1,957  | 2,241  | 2,423  | 2,710  | [ 3 ] |
| 京江線 | 降車人員 | 未開業 | 未開業 | 未開業 | 未開業 | 未開業 | 未開業 | 1,902  | 2,115  | 2,284  | 2,558  | [ 3 ] |
| 路線   | 路線     | 2020年 | 2021年 | 2022年 | 2023年 |        |        |        |        |        |        |       |
| 京江線 | 乗車人員 | 2,234  | 2,520  | 2,909  | 3,252  |        |        |        |        |        |        |       |
| 京江線 | 降車人員 | 2,156  | 2,408  | 2,762  | 3,059  |        |        |        |        |        |        |       |

## 駅周辺
- セブンイレブン広州草月店
- ウリィ銀行昆池岩支店
- 草月中学校
- 道谷初等学校
- 仙東初等学校
- ロッテ楽天台アパート
- 昆池岩川
- 白馬山

## バス
停留所名は《草月駅/ロッテアパート》
- 直行座席バス
  - 1113-1:：江辺駅 - 昆池岩バスターミナル - 東元大学
  - 500-1：蚕室駅 - 三洞駅陸橋 - 昆池岩バスターミナル - 東元大学
  - 500-2：ソウル市人材開発院 - 南部バスターミナル - 三洞駅陸橋 - 昆池岩バスターミナル - 東元大学
- 一般座席バス
  - 114：広州車庫 - 利川バスターミナル
- 市内バス
  - 35-1、35-19、35-25：鶴洞1里村会館 - 草月駅 - 保健所
  - 38-6：鶴洞1里村会館 - 草月駅 - 保健所 - 八堂ダム
  - 300：昆池岩邑事務所 - 盆唐(梧里駅)方面（城南市の運行免許）

## 隣の駅
韓国鉄道公社
京江線（首都圏電鉄京江線）
京畿広州駅 (K413) - 草月駅 (K414) - 昆池岩駅 (K415)